# 査定
| ウィキペディアには「査定」という見出しの百科事典記事はありません（タイトルに「査定」を含むページの一覧/「査定」で始まるページの一覧）。 代わりにウィクショナリーのページ「査定」が役に立つかもしれません。 |